# Bosque de enebros de Ziarat
El bosque de enebros de Ziarat es una gran superficie boscosa de enebros situada en Ziarat, Balochistan, Pakistán.

## Geografía
Estos bosques se extienden alrededor de la zona montañosa de Ziarat y el monte Zarghoon. Las montañas tienen una altitud de entre 1181 y 3488 metros. Los bosques cubren un área de aproximadamente 110 000 hectáreas y es el bosque de enebros más grande de Pakistán. El área que ocupa el bosque se extiende entre 30°21’46.27”N – 30°25’57.70”N, y 67°18’30.51”E – 68°09’29.78”E.

## Clima
El clima es templado y semiárido, con veranos suaves e inviernos fríos. La precipitación media anual (medida en ziarat) es de 269 mm, con un máximo de 74 mm en julio y un mínimo de 3 mm en enero. El mes más caluroso es julio (27,4 °C) y enero el más frío (7,9 °C). La humedad relativa oscila entre el 35 % en enero y el 60 % en septiembre. La nieve cae entre noviembre y abril, con un máximo de 68 cm en febrero.

## Ecología

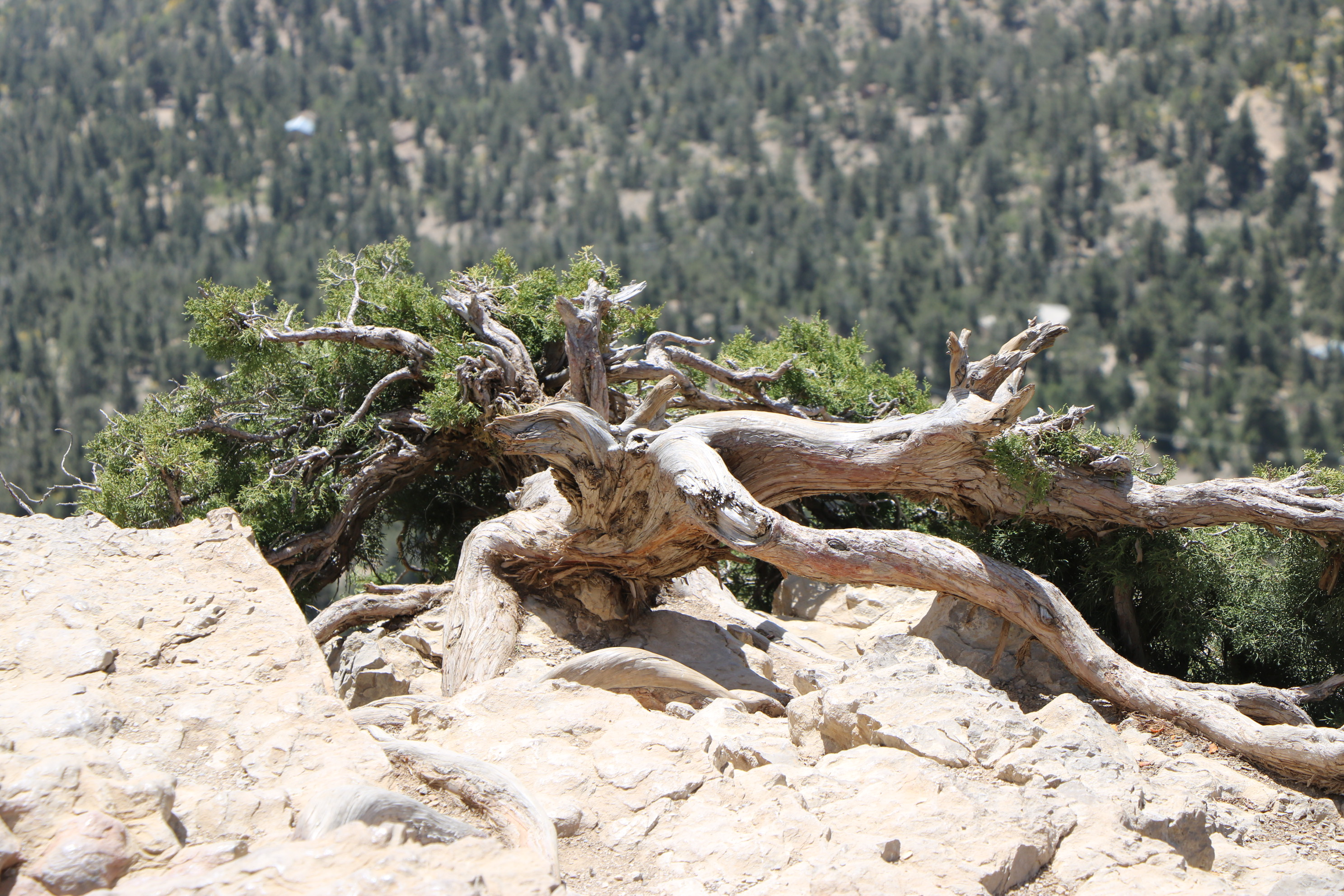
Ejemplar de enebro pastún (Juniperus seravschanica)

El árbol más característico del bosque es el enebro pastún (Juniperus seravschanica). Los bosques de enebro se encuentran entre los 2000 y los 3000 metros de altitud a lo largo de las cimas de las crestas y en laderas moderadas a pronunciadas (18º a 30º). Crecen principalmente en rodales densos, abiertos y puros sin estratificación. La edad de los árboles más antiguos es de 5000 a 7000 años, por lo que se les llama fósiles vivientes. En los bosques se encuentran 54 especies diferentes de plantas, incluido el fresno afgano (Fraxinus xanthoxyloides), pistacho silvestre (Pistacia atlantica y P. khinjuk), almendro silvestre (Prunus eburnea), makhi (Caragana ambigua), surai (Rosa beggeriana) y distintas especies de berberis (Berberis baluchistanica, B. calliobotrys, B. densiflora y B. lycium). La población local utiliza aproximadamente la mitad de las especies de plantas autóctonas con fines medicinales. Los aceites esenciales del enebro tienen propiedades antioxidantes y se han utilizado con fines medicinales desde la antigüedad. Estos bosques también evitan la evaporación de las reservas de agua que constituyen una importante fuente de sustento para la población local.
La fauna de la reserva es muy abundante y entre los mamíferos autóctonos se encuentran el marjor de Sulaiman (Capra falconeri jerdoni), el urial (Ovis vignei), el oso negro asiático (Ursus thibetanus), el lobo (Canis lupus), el chacal dorado (Canis aureus) y la pica afgana (Ochotona rufescens). Entre las aves se encuentran la perdiz chukar (Alectoris chukar), el zorzal charlo (Turdus viscivorus), el zorzal papinegro (Turdus atrogularis), el charlatán barrado (Trochalopteron lineatum), el carbonero nuquirrufo (Periparus rufonuchalis) y el agateador del Himalaya (Certhia himalayana).

## Conservación y amenazas
Los bosques de enebros crecen en un clima semiárido, son de crecimiento lento y longevos. Durante siglos, la población local ha recolectado leña, madera y diversas plantas medicinales y aromáticas de los bosques. Desde mediados del siglo XX, la cubierta forestal y la superficie forestal han disminuido y los bosques han mostrado poca regeneración. Entre los factores que contribuyen a su declive se incluyen el aumento de la población humana, el pastoreo excesivo del ganado, la tala ilegal de árboles, la recolección excesiva de leña y semillas de enebro, las sequías periódicas, el ataque de hongos parásitos y el muérdago (Arceuthobium oxycedri) que afecta sobre todo a los árboles debilitados y el cambio climático. Estas actividades antes se limitaban principalmente a las zonas bajas, pero en las últimas décadas se han extendido a zonas más altas. La actividad humana también ha alterado la composición de especies de los bosques, y los árboles de hoja ancha acompañantes que antes eran comunes, como Fraxinus xanthoxyloides y Pistacia khinjuk, ahora son raros y se encuentran solo en pequeñas cantidades a lo largo de los cursos de agua.

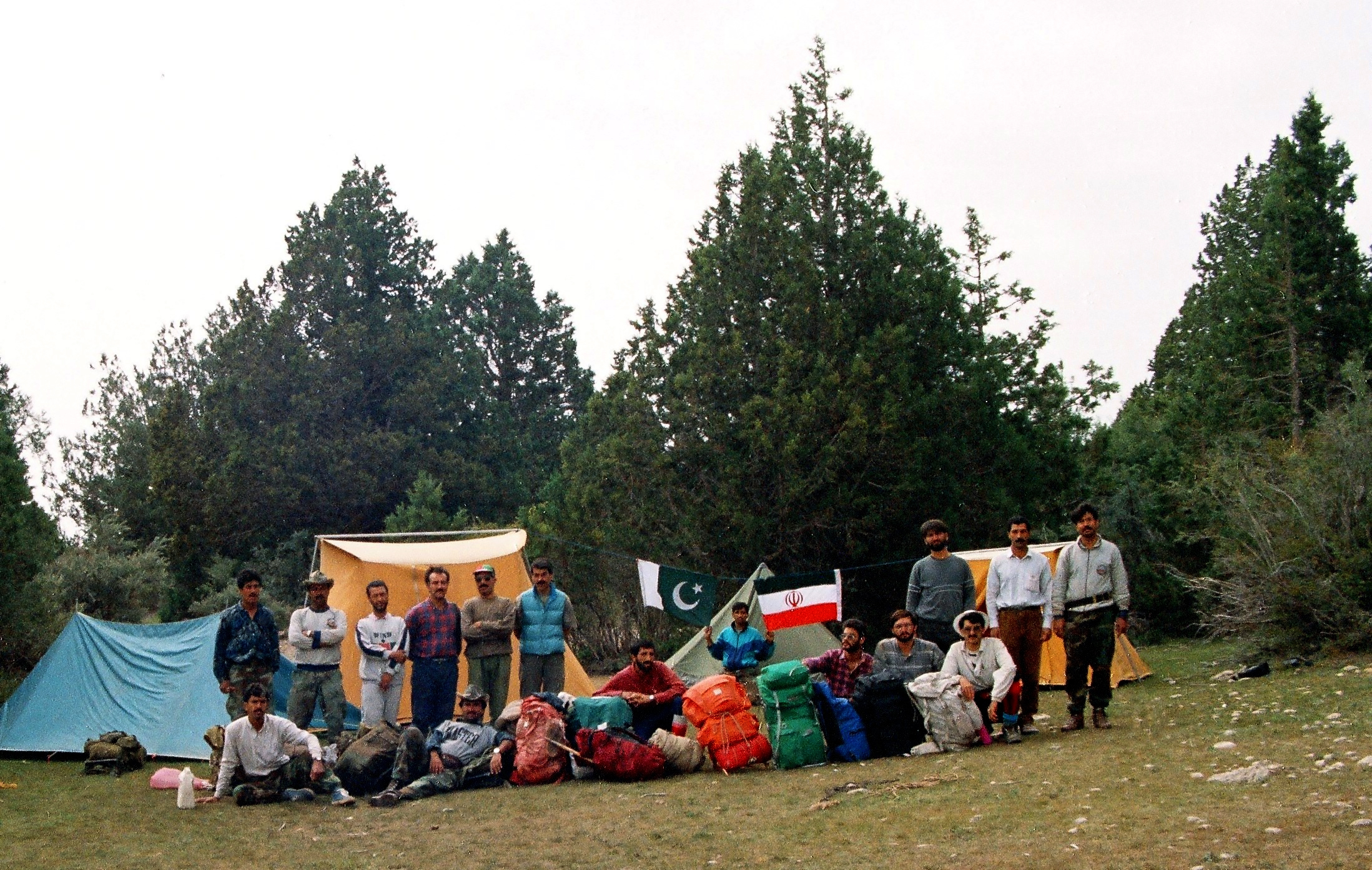
Montañeros y defensores del Juniper de Pakistán e Irán encabezados por Hayatullah Khan Durrani en el campamento base del monte Zarghoon (Baluchistán) en 1991

El 25 de octubre de 2010, los Departamentos de Deportes, Medio Ambiente y Asuntos de la Juventud del Gobierno de Baluchistán anunciaron la concesión del «Premio del Jubileo de Plata al Defensor del Juniperus» a Hayatullah Khan Durrani, por sus destacados esfuerzos como defensor del Juniperus desde 1984. Hayat Durrani es analista ambiental para la preservación del Patrimonio Mundial de 3000 años de antigüedad de los bosques de enebro y la vida silvestre en las regiones de Ziarat y Zarghoon Ghar en Baluchistán (Pakistán).

## Área protegida
En 1971, unos 372 47 km2 del bosque fueron designados como santuario de vida silvestre.
En 2013 el bosque fue declarado reserva de la biosfera, con una superficie central de 11.243 hectáreas, una zona de amortiguamiento de 60 519 hectáreas, una zona de transición de 40 090 hectáreas y una superficie total de 111 852 hectáreas. En 2016, el Gobierno de Pakistán nominó el bosque de enebros de Ziarat como Patrimonio de la Humanidad.